# Bucium-Orlea, Hunedoara
Bucium-Orlea este un sat în comuna Sântămăria-Orlea din județul Hunedoara, Transilvania, România.

## Imagine

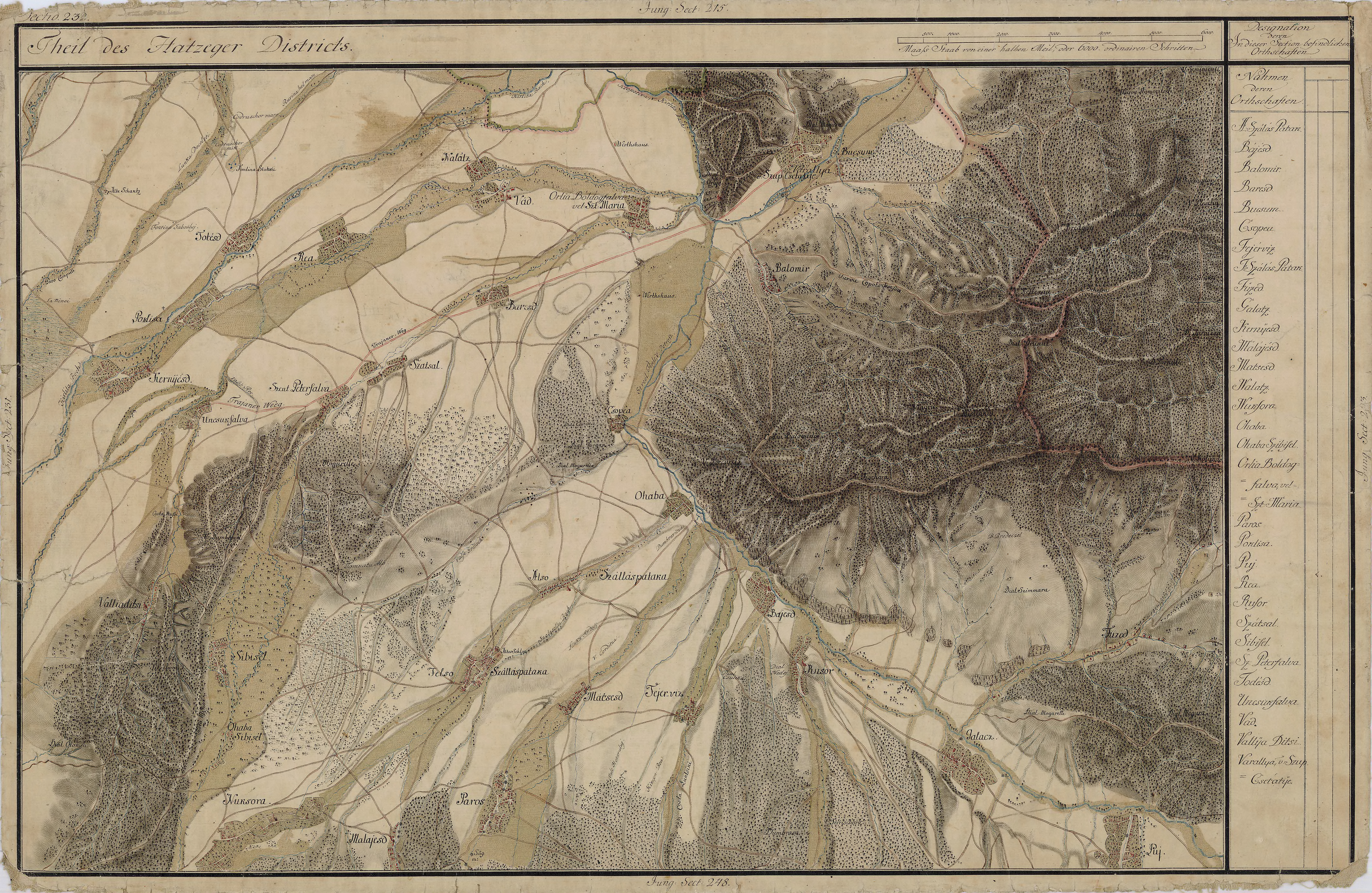
Bucium în Harta Iosefină a Transilvaniei, 1769-1773
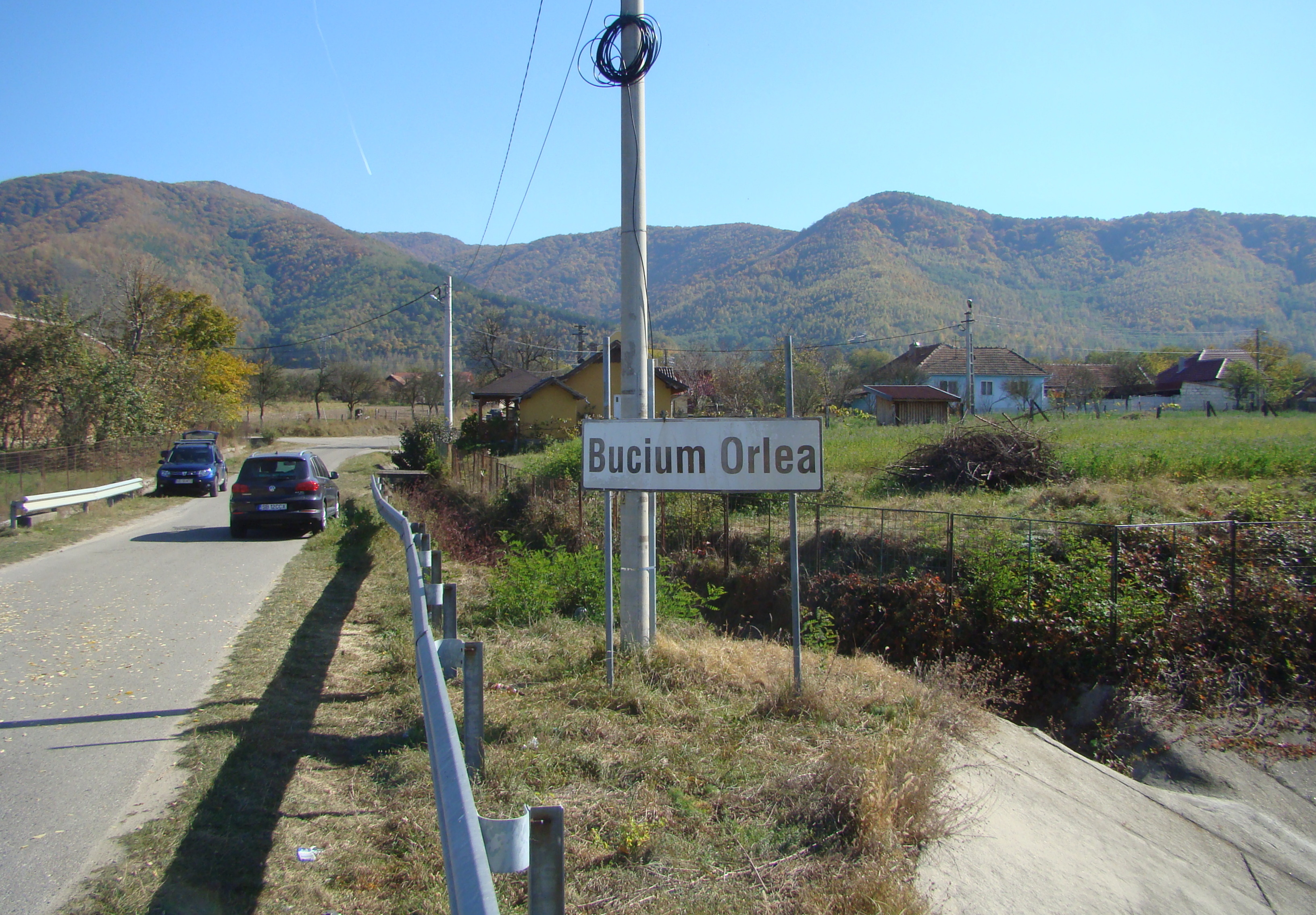
Intrarea în localitate